# Sunset Park (Brooklyn)
Sunset Park è un quartiere di Brooklyn, uno dei cinque borough della città di New York. Confina con Park Slope e Greenwood Heights a nord, Borough Park a est, Bay Ridge a sud e con la baia di New York a ovest. Fa parte del Brooklyn Community Board 7.

## Demografia
Secondo i dati del censimento del 2010 la popolazione di Sunset Park era di 126 381 abitanti, in aumento del 6,3% rispetto ai 118 462 del 2000. La composizione etnica del quartiere era: 35,2% (44 538) asioamericani, 14,5% (18 321) bianchi americani, 2,3% (2 908) afroamericani, 0,2% (195) nativi americani, 0,0% (32) nativi delle isole del Pacifico, 0,3% (335) altre etnie e 1,1% (1 398) multietinici. Gli ispanici e latinos di qualsiasi etnia erano il 46,4% (58 654).

## Trasporti
Il quartiere è servito dalla metropolitana di New York attraverso le stazioni 36th Street, 45th Street, 53rd Street e 59th Street della linea BMT Fourth Avenue, Ninth Avenue della linea BMT West End e Eighth Avenue della linea BMT Sea Beach. Attraverso il quartiere transitano anche diverse linee automobilistiche gestite da NYCT Bus.